# Георгієвський (Ленінградська область)
Георгієвський (рос. Георгиевский) — селище у Кінгісеппському районі Ленінградської області Російської Федерації.
Населення становить 5 осіб. Належить до муніципального утворення Котельське сільське поселення.

## Історія
Згідно із законом від 28 жовтня 2004 року № 81-оз належить до муніципального утворення Котельське сільське поселення.

## Населення
| 1862 | 1997 | 2007 | 2010 | 2017 |
| ---- | ---- | ---- | ---- | ---- |
| 21   | ↗22  | ↘11  | →11  | ↘5   |